# Aptesis fuscitibia
Aptesis fuscitibia là một loài tò vò trong họ Ichneumonidae.